# Праздники Сомали
Праздники Сомали основаны на двух официальных календарных системах: в основном григорианском календаре и исламском лунном календаре для религиозных праздников.
В День независимости отмечается независимость Британского Сомали 26 июня 1960 года. Пять дней спустя оно присоединилось к Итальянскому Сомали, тем самым образовалась Сомалийская республика.  В 2012 году на достаточно долгое время прекратилось насилие, чтобы сомалийцы наконец могли отпраздновать свою свободу от колониального правления. Однако многие критиковали этот день за то, что истинная свобода от насилия и угнетения ещё не достигнута.
В День Республики отмечается объединение бывших итальянских и британских земель Сомали в Сомалийскую республику 1 июля 1960 года.
| Дата                                                         | Русское название                                           | Название на английском                           |
| ------------------------------------------------------------ | ---------------------------------------------------------- | ------------------------------------------------ |
| 1 января                                                     | Новый год                                                  | New Year's Day                                   |
| 1 мая                                                        | Первое мая                                                 | Worker's Day                                     |
| 26 июня                                                      | День независимости                                         | Independence Day                                 |
| 1 июля                                                       | День Республики                                            | Republic Day                                     |
| Даты, отмечаемые по исламскому календарю мусульманами Сомали |                                                            |                                                  |
| 12 рабиуль-аввала                                            | Маулид ан-Наби (День рождения пророка Мухаммеда)           | Mawlid Nabi (Birthday of Muhammad)               |
| 27 раджаб                                                    | Исра и мирадж (Вознесение Мухаммеда на небеса)             | Isra and Mi'raj (Muhammad's Ascension to Heaven) |
| 1 шавваль                                                    | Ид аль-Фитр (Окончание Рамадана)                           | Eid al-Fitr (End of Ramadan)                     |
| 10 зульхиджа                                                 | Ид аль-Адха (Праздник в память о жертвоприношении Авраама) | Eid al-Adha (Fesat of Sacrifice)                 |
| 1 мухаррам                                                   | Мусульманский Новый год                                    | Islamic New Year                                 |
| 10 мухаррам                                                  | Ашура                                                      | Ashura                                           |